# ФК «Сокол» Саратов в сезоне 2022/2023
Сезон 2022/2023 годов стал для ФК «Сокол» 31-м в его истории выступлений в чемпионате России по футболу.

## Команда 2022/2023

### Состав команды
- Список игроков, основного состава футбольного клуба «Сокол» Саратов в сезоне 2022/2023 годов[1][2][3][4][5][6].

| №             | Игрок                 | Гражданство | Дата рождения   | Чемпионат России | Чемпионат России | Чемпионат России | Кубок России | Кубок России | Кубок России | Всего   | Всего   | Всего   |
| №             | Игрок                 | Гражданство | Дата рождения   | Игры             | Голы             | ЖК/КК            | Игры         | Голы         | ЖК/КК        | Игры    | Голы    | ЖК/КК   |
| Вратари       | Вратари               | Вратари     | Вратари         | Вратари          | Вратари          | Вратари          | Вратари      | Вратари      | Вратари      | Вратари | Вратари | Вратари |
| ------------- | --------------------- | ----------- | --------------- | ---------------- | ---------------- | ---------------- | ------------ | ------------ | ------------ | ------- | ------- | ------- |
| 1             | Тимур Крайков         | Флаг России | 2 мая 2001      | 17               | -17              | —                | 1            | -2           | —            | 18      | -19     | —       |
| 16            | Артём Фёдоров         | Флаг России | 16 декабря 1984 | 17               | -12              | 5                | —            | —            | —            | 17      | -12     | 5       |
| Защитники     |                       |             |                 |                  |                  |                  |              |              |              |         |         |         |
| 3             | Максим Сухомлинов     | Флаг России | 9 сентября 1998 | 6                | —                | 1                | —            | —            | —            | 6       | —       | 1       |
| 6             | Иван Мокшин           | Флаг России | 3 апреля 2003   | 1                | —                | —                | —            | —            | —            | 1       | —       | —       |
| 13            | Никита Котин          | Флаг России | 1 сентября 2002 | 28               | 2                | 4                | —            | —            | —            | 28      | 2       | 4       |
| 15            | Савелий Ратников      | Флаг России | 15 мая 2002     | 23               | —                | 1                | 1            | —            | —            | 24      | —       | 1       |
| 17            | Давид Озманов         | Флаг России | 31 января 1995  | 7                | —                | 1                | 1            | —            | —            | 8       | —       | 1       |
| 20            | Александр Столяренко  | Флаг России | 18 января 1991  | 22               | —                | 3                | —            | —            | —            | 22      | —       | 3       |
| 22            | Максим Тарасенко      | Флаг России | 7 октября 2002  | 10               | —                | 1                | 1            | —            | —            | 11      | —       | 1       |
| 25            | Никита Маньков        | Флаг России | 20 июня 2000    | 28               | 2                | 9/1              | 1            | —            | —            | 29      | 2       | 9/1     |
| 27            | Артём Молодцов        | Флаг России | 8 октября 1990  | 30               | 1                | 3                | —            | —            | —            | 30      | 1       | 3       |
| Полузащитники |                       |             |                 |                  |                  |                  |              |              |              |         |         |         |
| 5             | Артур Рябокобыленко   | Флаг России | 5 апреля 1991   | 24               | 1                | 10/2             | 1            | —            | —            | 25      | 1       | 10/2    |
| 10            | Денис Анисимов        | Флаг России | 23 февраля 1996 | 31               | 2                | 6                | 1            | —            | —            | 32      | 2       | 6       |
| 12            | Данила Лукиных        | Флаг России | 22 марта 2004   | 3                | —                | —                | —            | —            | —            | 3       | —       | —       |
| 18            | Максим Аронов         | Флаг России | 13 октября 2003 | 2                | —                | —                | —            | —            | —            | 2       | —       | —       |
| 19            | Кирилл Бурыкин        | Флаг России | 6 августа 1998  | 33               | 1                | 8                | 1            | —            | —            | 34      | 1       | 8       |
| 21            | Никита Козловский     | Флаг России | 11 мая 1997     | 25               | 3                | 2/1              | 1            | —            | —            | 26      | 3       | 2/1     |
| 23            | Николай Кузнецов      | Флаг России | 19 февраля 1999 | 10               | —                | 1                | —            | —            | —            | 10      | —       | 1       |
| 24            | Алексей Орлов         | Флаг России | 24 марта 1997   | 3                | —                | —                | 1            | —            | —            | 4       | —       | —       |
| 29            | Дмитрий Вебер         | Флаг России | 3 апреля 2003   | 23               | —                | 3                | 1            | —            | —            | 24      | —       | 3       |
| 30            | Михитар Захарян       | Флаг России | 6 февраля 1991  | 3                | —                | —                | —            | —            | —            | 3       | —       | —       |
| 46            | Виталий Горулев       | Флаг России | 30 июля 1998    | 28               | 3                | 6                | 1            | —            | —            | 29      | 3       | 6       |
| 89            | Никита Дорофеев       | Флаг России | 15 февраля 1998 | 6                | 1                | —                | —            | —            | —            | 6       | 1       | —       |
| Нападающие    |                       |             |                 |                  |                  |                  |              |              |              |         |         |         |
| 7             | Александр Перчёнок    | Флаг России | 28 ноября 1992  | 30               | 4                | 11               | 1            | —            | —            | 31      | 4       | 11      |
| 8             | Владислав Фасхутдинов | Флаг России | 18 июля 2001    | 29               | 5                | 2/1              | 1            | 1            | —            | 30      | 6       | 2/1     |
| 9             | Иван Барцев           | Флаг России | 4 октября 2002  | 1                | —                | —                | —            | —            | —            | 1       | —       | —       |
| 9             | Альберт Погосян       | Флаг России | 10 ноября 2002  | 5                | —                | —                | —            | —            | —            | 5       | —       | —       |
| 11            | Дмитрий Соловьёв      | Флаг России | 6 января 1998   | 22               | 4                | 3                | 1            | 1            | —            | 23      | 5       | 3       |
| 11            | Игорь Турсунов        | Флаг России | 16 марта 1998   | 11               | 3                | 3                | —            | —            | —            | 11      | 3       | 3       |
| 33            | Данила Ежков          | Флаг России | 7 августа 2001  | 10               | 5                | 1                | —            | —            | —            | 10      | 5       | 1       |
| 90            | Александр Щербаков    | Флаг России | 26 июня 1998    | 10               | —                | 1                | —            | —            | —            | 10      | —       | 1       |
| 98            | Илья Визнович         | Флаг России | 10 февраля 1998 | 22               | 2                | 2                | 1            | —            | —            | 23      | 2       | 2       |

## Вторая лига 2022/2023
Основная статья: Вторая лига России по футболу 2022/2023

### Результаты матчей
| 16 июля 2022 1-й тур | Сокол                                                           | 1:3 (0:0) | Химки-М                                                                                          | Саратов                            |
| 3:00 PM | Маньков, 7 Молодцов, 21 Рябокобыленко, 51 (1:1). Столяренко, 65 | [ 39 ]    | Массуренко, 14 Горшков, 45+ Раджабов, 49 (0:1). Малышин, 66 (1:2). Раджабов, 72 Дулаев, 89 (1:3) | Стадион: «Локомотив» Зрителей: 500 |
| Сокол: Федоров, Перченок, Маньков (Соловьев, 68), Столяренко, Котин, Ратников (Тарасенко, 84), Молодцов (Дорофеев, 57), Рябокобыленко, Бурыкин, Анисимов, Фасхутдинов Химки-М: Тусеев, Горшков, Калин, Казанцев, Мосиян, Малыхин, Гаврилов, Массуренко (Хамзин, 64), Киба (Слободян, 64), Раджабов (Полковников, 90+), Галимзянов (Дулаев, 43. Ульянов, 90+) |                                                                 |           |                                                                                                  |                                    |

| 23 июля 2022 2-й тур | Салют                      | 0:1 (0:0) | Сокол                                                                                    | Белгород                        |
| 5:00 PM | Белобаев, 10. Канищев, 36. | [ 40 ]    | Федоров, 12. Рябокобыленко, 50. Бурыкин, 55. Соловьев, гол 66 Соловьев, 81. Анисимов, 85 | Стадион: «Салют» Зрителей: 1000 |
| Салют: Ковалев, Ивантеев, Крикуненко, Жилмостных, Кудреватый (Сошников, 88), Белобаев, Дудайти (Дегтярев, 88), Бояркин (Матвевнин, 46), Малахов (Мастеров, 71), Канищев, Дегтев Сокол: Федоров, Молодцов, Столяренко, Котин (Тарасенко, 36), Ратников, Рябокобыленко (Захарян, 90), Перченок, Анисимов, Дорофеев (Фасхутдинов, 62), Бурыкин (Маньков, 62), Соловьев (Вебер, 90) |                            |           |                                                                                          |                                 |

| 28 июля 2022 3-й тур | Сокол                      | 1:0 (1:0) | Динамо (Вл) | Саратов                            |
| 6:00 PM | Бурыкин, гол 5 Маньков, 60 | [ 41 ]    | Машнев, 45  | Стадион: «Локомотив» Зрителей: 300 |
| Сокол: Федоров, Молодцов, Маньков, Столяренко, Котин, Ратников, Горулев (Кузнецов, 89), Анисимов (Дорофеев, 57), Перченок, Фасхутдинов (Соловьев, 71), Бурыкин (Тарасенко, 89) Динамо (Вл): Кучейко, Пытлев, Подпругин, Сергеев, Бондарь (Акопян, 75), Машнев, Котов (Дудкин, 75), Полищук (Тарэк, 59), Гиголаев (Чуфыров, 75), Баев, Крамаренко |                            |           |             |                                    |

| 31 июля 2022 4-й тур | Сокол                                                                                                | 1:1 (1:0) | СКА-Хабаровск-2                                                              | Саратов                            |
| 3:00 PM | Соловьев, 21 (1:0) Бурыкин, 31. . Фасхутдинов, 65. Удален: Фасхутдинов, 80 Перченок, 68. Горулев, 74 | [ 42 ]    | Дмитриев, 15 (незаб) Дмитриев, 35. Коротков, 54. Андямов, 55 Быков, 75 (1:1) | Стадион: «Локомотив» Зрителей: 500 |
| Сокол: Федоров, Молодцов, Маньков, Столяренко, Котин, Ратников, Горулев, Дорофеев (Вебер, 79), Перченок (Кузнецов, 79), Анисимов (Столяренко, 79), Бурыкин (Тарасенко, 70). Соловьев (Фасхутдинов, 58) СКА-Хабаровск-2: Имамов, Сидоров (Верещак, 57), Андямов, Быков, Трощенков, Коротков (Андреев, 57), Никифоров, Путилов (Пидлисняк, 60), Коршунов (Слепухин, 46), Максименко (Абрамов, 88), Дмитриев | |           |                                                                              |                                    |

| 10 августа 2022 5-й тур | Космос                     | 0:1 (0:0) | Сокол                                                                | Долгопрудный                   |
| 5:00 PM | Осинов, 55. Пономарев, 90+ | [ 43 ]    | Молодцов, 17. Котин, 19. Дорофеев, гол 57 Бурыкин, 60. Перченок, 68. | Стадион: «Салют» Зрителей: 400 |
| Космос: Овчинников, Кузин, Бычков, Владимиров, Шмаров (Осинов, 54), Попович, Смирнов, Заерко (Пахомов, 72), Немченко (Пономарев, 89), Рогов, Саркисов (Альшанский, 72) Сокол: Федоров, Молодцов, Маньков, Котин, Ратников, Горулев, Перченок (Аронов, 90+), Анисимов (Вебер, 89), Дорофеев (Столяренко, 89), Бурыкин (Тарасенко, 89). Соловьев (Барцев, 80) |                            |           |                                                                      |                                |

| 14 августа 2022 6-й тур | Сокол                                          | 1:0 (0:0) | Балашиха                                                            | Саратов                            |
| 5:00 PM | Анисимов, 74. Бурыкин, 79 Фасхутдинов, гол 90+ | [ 44 ]    | Слободенюк, 2. Победимов, 33. Мазуров, 43. Соседко, 48. Черный, 51. | Стадион: «Локомотив» Зрителей: 500 |
| Сокол: Крайков, Тарасенко (Молодцов, 46), Маньков (Вебер, 73), Столяренко, Котин, Ратников (Соловьев, 57), Горулев, Анисимов, Дорофеев (Бурыкин, 46), Кузнецов (Перченок, 46), Фасхутдинов Балашиха: Ярусов, Слободенюк (Борзенков, 67), Марченко, Колычев, Никитинский, Мартынюк (Погребной, 80), Черный, Салахетдинов, Соседко (Долгалев, 53), Победимов (Бурлаков, 53), Мазуров (Григорьев, 46) |                                                |           |                                                                     |                                    |

| 21 августа 2022 7-й тур | Коломна                                                        | 1:0 (0:0) | Сокол      | Коломна                       |
| 1:00 PM | Терентьев, гол 51 Джиоев, 84 Рябинкин, 90+ Удален: Джиоев, 90+ | [ 45 ]    | Котин, 90+ | Стадион: «Труд» Зрителей: 247 |
| Коломна: Рябинкин, Терентьев (Колотыгин, 69), Бурков, Лазарев, Шотаев, Галбацдибиров (Карепин, 76), Митренко, Раков, Пазин (Рендаков, 90+), Иванченко (Карамышев, 69), Авраменко (Джиоев, 69) Сокол: Федоров, Молодцов, Маньков (Кузнецов, 74), Столяренко, Котин, Ратников (Анисимов, 40), Горулев, Рябокобыленко (Соловьев, 58), Перченок, Вебер, Фасхутдинов |                                                                |           |            |                               |

| 27 августа 2022 8-й тур | Сокол                                                          | 2:0 (0:0) | Сатурн                                | Саратов                            |
| 5:00 PM | Горулев, 38. Перченок, гол 55. Фасхутдинов, гол 74 Маньков, 76 | [ 46 ]    | Щербин, 37 Прошляков, 76. Поляков, 77 | Стадион: «Локомотив» Зрителей: 500 |
| Сокол: Крайков, Молодцов (Озманов, 78), Маньков, Столяренко, Котин, Рябокобыленко, Горулев, Анисимов (Вебер, 78), Перченок (Лукиных, 88), Бурыкин (Козловский, 82), Фасхутдинов (Соловьев, 88) Сатурн: Скрипник, Новичков, В.Фролов, Головня, Царев (Неплюев, 57), Поляков, Щербин (Галушин, 82), Морозов, Самылин (Марков, 57), Прошляков (Предеус, 78), Моргунов (И.Фролов, 57) |                                                                |           |                                       |                                    |

| 4 сентября 2022 9-й тур | Зенит (Пенза)                                      | 0:0 (0:0) | Сокол                                                         | Пенза                          |
| 3:00 PM | Сергиенко, 23. Левкин, 56. Егоров, 64.Балаган, 90+ | [ 47 ]    | Маньков, 38. Столяренко, 54. Анисимов, 72. Рябокобыленко, 85. | Стадион: «Зенит» Зрителей: 220 |
| Зенит (Пенза): Балаган, Трунов, Королев, Верхунов, Каляшин, Тимченко, Аралин (Левкин, 46), Сергиенко, Кашмин (Асташкин, 46), Очередин (Кузнецов, 76), Купцов (Егоров, 46. Макаев, 90) Сокол: Крайков, Молодцов, Маньков, Столяренко, Котин (Вебер, 88), Горулев (Орлов, 76), Рябокобыленко (Визнович, 88), Перченок, Анисимов (Соловьев, 83), Бурыкин (Козловский, 76), Фасхутдинов |                                                    |           |                                                               |                                |

| 10 сентября 2022 10-й тур | Калуга                    | 0:1 (0:0) | Сокол                                                                          | Калуга                           |
| 3:30 PM | Ермилов, 33. Самсонов, 88 | [ 48 ]    | Козловский, 35. Перченок, 63. Горулев, 75. Рябокобыленко, 81. Горулев, гол 90+ | Стадион: «Спутник» Зрителей: 497 |
| Калуга: Шебанов, Елисеев, Гузь, Солодаренко, Ермилов (Романюк, 46), Пустозеров (Новиков, 64), Егурнев (Кортяев, 70), Самсонов, Карпов (Коробов, 46), Суханов, Хлебородов (Гончаров, 90) Сокол: Крайков, Молодцов, Столяренко, Котин, Перченок, Горулев, Рябокобыленко, Бурыкин, Анисимов (Орлов, 65), Козловский (Визнович, 78), Фасхутдинов (Соловьев, 65) |                           |           |                                                                                |                                  |

| 18 сентября 2022 11-й тур | Знамя                                                                                 | 2:2 (0:1) | Сокол                                               |              |
| 12:00 PM | Лысов, 25. Белов, 39 Грязнов, 83 (1:2). Грязнов, 86. Янбаев, 86 Павлюченко, 90+ (2:2) | [ 49 ]    | Козловский, 3 (0:1). Маньков, 62 Визнович, 82 (0:2) | Зрителей: 62 |
| Знамя: Журин, Иващов (Кашперский, 71), Янбаев, Бурлак, Костин, Лысов, Рыжков (Макляев, 66), Белов (Ковалев, 66), Чемагин, Сичкар (Павлюченко, 35), Грязнов Сокол: Крайков, Молодцов, Столяренко (Маньков, 21), Котин, Перченок, Бурыкин (Озманов, 90+), Горулев, Рябокобыленко, Козловский (Вебер, 76), Фасхутдинов (Ратников, 90+), Соловьев (Визнович, 76) |                                                                                       |           |                                                     |              |

| 22 сентября 2022 12-й тур | Сокол           | 1:2 (1:2) | Знамя                                                     | Саратов                            |
| 5:00 PM | Котин, 44 (1:3) | [ 50 ]    | Лысов, 10. Белов, 16 (0:1). Лысов, 18 (0:2) Мотовилов, 88 | Стадион: «Локомотив» Зрителей: 500 |
| Сокол: Федоров, Молодцов, Озманов (Козловский, 26), Маньков, Котин, Тарасенко, Орлов (Вебер, 62), Кузнецов (Захарян, 81), Визнович (Бурыкин, 62), Фасхутдинов, Соловьев (Лукиных, 62) Знамя: Журин, Иващов, Мотовилов, Бабенков (Жига, 46), Костин, Лысов, Рыжков (Макляев, 90+), Белов (Разделкин, 66), Чемагин, Сичкар (Ковалев, 90), Грязнов |                 |           |                                                           |                                    |

| 26 сентября 2022 13-й тур | Сокол                                                                                           | 3:1 (1:1) | Калуга                   | Саратов                            |
| 5:00 PM | Горулев, 16 (1:0)Фасхутдинов, 56 (2:1). Солодаренко, 72, в свои ворота (3:1) Рябокобыленко, 90+ | [ 51 ]    | . Хлебородов, 45+ (1:1). | Стадион: «Локомотив» Зрителей: 500 |
| Сокол: Крайков, Молодцов, Маньков, Котин, Перченок, Горулев (Вебер, 90+), Рябокобыленко, Бурыкин (Визнович, 89), Козловский (Ратников, 89), Анисимов (Кузнецов, 90+), Фасхутдинов (Соловьев, 82) Калуга: Шебанов, Елисеев, Гузь, Демин, Солодаренко (Саидов, 85), Ермилов (Романюк, 76), Суханов (Азаренко, 65), Пустозеров (Егурнев, 46), Самсонов, Карпов (Коробов, 65), Хлебородов |                                                                                                 |           |                          |                                    |

| 2 октября 2022 14-й тур | Сокол                              | 1:0 (1:0) | Зенит (Пенза)                                                                       | Саратов                            |
| 1:00 PM | Котин, гол 2 Котин, 16 Маньков, 66 | [ 52 ]    | Сергиенко, 7 Левкин, 47 Верхунов, 80 Удален: Сергиенко, 81 (вторая желтая карточка) | Стадион: «Локомотив» Зрителей: 500 |
| Сокол: Крайков, Молодцов (Ратников, 72), Маньков, Котин, Перченок, Горулев, Н.Кузнецов (Соловьев, 63), Анисимов (Тарасенко, 84), Бурыкин (Визнович, 63), Козловский (Вебер, 84), Фасхутдинов Зенит (Пенза): Балаган, Егоров, Королев, Верхунов (Лаврененко, 80), Каляшин, Левкин, Сергиенко, Кашмин (Афтаев, 62), Ярыгин (А.Кузнецов, 62), Очередин, Аралин (Купцов, 68) |                                    |           |                                                                                     |                                    |

| 8 октября 2022 15-й тур | Сатурн                                                                                           | 1:3 (0:2) | Сокол | Раменское                       |
| 2:00 PM | Головня, 5. Матвеенков, 29. Прошляков, 34. Предеус, 48 (1:2). Балкизов, 59 Волков, 85. Юрьев, 85 | [ 53 ]    | Анисимов, 21 (0:1). Фасхутдинов, 30, с пенальти (0:2). Козловский, 54 Рябокобыленко, 67. Бурыкин, 71 Козловский, 74 (1:3) | Стадион: «Сатурн» Зрителей: 300 |
| Сатурн: Матвеенков, Новичков, Головня, В.Фролов, Неплюев (Царев, 69), Балкизов (Закиров, 84), Польщиков (Волков, 46), Щербин (Предеус, 46), Моргунов, Марков, Прошляков (Юрьев, 84) Сокол: Крайков, Молодцов, Котин, Маньков, Перченок, Горулев (Кузнецов, 88), Рябокобыленко, Бурыкин, Козловский (Визнович, 84), Анисимов (Вебер, 88), Фасхутдинов (Соловьев, 74) |                                                                                                  |           | |                                 |

| 15 октября 2022 16-й тур | Сокол                                                                     | 0:0 (0:0) | Коломна                     | Саратов                            |
| 1:00 PM | Фасхутдинов, 15 Рябокобыленко, 73.Перченок, 77. Анисимов, 80. Горулев, 83 | [ 54 ]    | Иванченко, 35. Карепин, 77. | Стадион: «Локомотив» Зрителей: 500 |
| Сокол: Крайков, Молодцов, Котин, Маньков, Перченок, Горулев, Рябокобыленко, Бурыкин (Визнович, 46), Козловский, Анисимов (Соловьев, 81), Фасхутдинов Коломна: Рябинкин, Старков (Шотаев, 34), Карепин, Лазарев, Бурков, Терентьев, Иванченко, Митренко, Раков, Джиоев (Колотыгин, 90+), Авраменко (Карамышев, 89) |                                                                           |           |                             |                                    |

| 19 октября 2022 17-й тур | Балашиха | 0:2 (0:1) | Сокол | Орехово-Зуево                        |
| 12:00 PM | Соседко, 33. Никитинский, 39. Шалеев, 44. Удалены: Меркотан, 55 (лишение соперника явной возможности забить гол). Мартынюк, 64. Борзенков, 90+. Шалеев, 90 (вторая желтая карточка) | [ 55 ]    | Вебер, 8. Соловьев, гол 13. Соловьев, 46. Фасхутдинов, 49. Кузнецов, 54 Визнович, гол 65 Озманов, 90+ (незаб) Федоров, 90+ | Стадион: «Знамя Труда» Зрителей: 100 |
| Балашиха: Ярусов, Меркотан, Марченко, Никитинский, Шалеев, Черный, Салахетдинов (Борзенков, 75), Соседко (Долгалев, 62), Шульгин (Солодянкин, 62), Макаренко (Мартынюк, 63), Бурлаков (Рулев, 76) Сокол: Федоров, Бурыкин, Озманов, Ратников, Тарасенко, Кузнецов, Вебер, Визнович (Лукиных, 66), Захарян (Погосян, 67), Фасхутдинов (Аронов, 60), Соловьев (Мокшин, 80) | |           | |                                      |

| 23 октября 2022 18-й тур | Сокол                            | 0:2 (0:1) | Космос                                                            | Саратов                            |
| 12:00 PM | Рябокобыленко, 40. Перченок, 63. | [ 56 ]    | Кузин, 30. Немченко, гол 41. Рогов, гол 63 Ивакин, 69. Осинов, 87 | Стадион: «Локомотив» Зрителей: 400 |
| Сокол: Крайков, Молодцов, Маньков, Котин, Перченок, Рябокобыленко, Горулев, Козловский, Визнович (Бурыкин, 66), Анисимов (Соловьев, 66), Фасхутдинов Космос: Фаттахов, Осинов, Клементьев, Владимиров, Дронов (Левченков, 76), Кузин (Саркисов, 67), Ивакин, Немченко, Смирнов, Пономарев (Шмаров, 67), Рогов |                                  |           |                                                                   |                                    |

| 27 октября 2022 20-й тур | Динамо (Вл)                              | 0:1 (0:1) | Сокол                                                                                              | Владивосток                     |
| 11:00 AM | Смородский, 33. Машнев, 66. Гиголаев, 83 | [ 57 ]    | Козловский, гол 39 Перченок, 43.Маньков, 78.Горулев, 86. Котин, 88.Визнович, 90. Рябокобыленко, 90 | Стадион: «Динамо» Зрителей: 748 |
| Динамо (Вл): Кучейко, Пытлев, Подпругин, Сергеев, Первушин (Бондарь, 90+), Машнев (Тарэк, 90+), Смородский, Дудкин, Гиголаев, Котов (Васильев, 88), Чуфыров (Полищук, 62) Сокол: Крайков, Молодцов, Маньков, Котин, Перченок, Рябокобыленко, Горулев, Козловский (Бурыкин, 73), Визнович (Ратников, 90+), Анисимов (Вебер, 85), Соловьев (Погосян, 90+) |                                          |           | |                                 |

| 30 октября 2022 19-й тур | СКА-Хабаровск-2                                                                                | 3:1 (3:0) | Сокол | Хабаровск                                  |
| 9:00 AM | Трощенков, 17 (1:0). Дмитриев, 32 (2:0). Климов, 41 (3:0) Маковей, 45 Дмитриев, 59 Наумов, 90+ | [ 58 ]    | Озманов, 47 Соловьев, 68 (3:1) Горулев, 70. Соловьев, 72. Козловский, 77 Удален: Козловский, 87 (вторая желтая карточка) Тарасенко, 90+ | Стадион: Стадион имени Ленина Зрителей: 75 |
| СКА-Хабаровск-2: Цапурин, Верещак (Сидоров, 85), Путилов, Андямов, Трощенков, Андреев, Наумов, Максименко (Слепухин, 64), Маковей (Коршунов, 46), Дмитриев (Хашкулов, 64), Климов (Абрамов, 85) Сокол: Крайков, Молодцов (Бурыкин, 46), Озманов, Ратников, Тарасенко, Горулев (Погосян, 73), Козловский, Визнович, Анисимов, Вебер, Соловьев |                                                                                                |           | |                                            |

| 9 ноября 2022 21-й тур | Сокол                                                              | 1:0 (1:0) | Салют | Саратов                            |
| 4:00 PM | Маньков, 19. Анисимов, гол 45, с пенальти Перченок, 89. Вебер, 90+ | [ 59 ]    | Канищев, 27. Жилмостных, 62. Бояркин, 69. Дудайти, 71. Сухов, 73. Малахов, 75. Удален: Жилмостных, 75 (вторая желтая карточка) Ивантеев, 90+. Белобаев, 90+. | Стадион: «Локомотив» Зрителей: 500 |
| Сокол: Крайков, Молодцов, Маньков, Котин, Перченок, Горулев, Рябокобыленко, Бурыкин, Визнович (Погосян, 90+), Анисимов (Вебер, 81), Соловьев (Ратников, 85) Салют: Ковалев, Малахов, Ивантеев, Крикуненко, Жилмостных, Бояркин (Пустовитенко, 81), Дудайти, Канищев (Белобаев, 71), Дегтярев, Сухов, Дегтев (Курзенев, 81) |                                                                    |           | |                                    |

| 12 ноября 2022 22-й тур | Химки-М                                              | 0:1 (0:1) | Сокол                                            | Химки                                |
| 11:00 AM | Валеев, 26. Кормушин, 63. Родионов, 80. Малыхин, 90+ | [ 60 ]    | Перченок, гол 32 Рябокобыленко, 50.Перченок, 90. | Стадион: «Новые Химки» Зрителей: 118 |
| Химки-М: Дорохин (Пивунчиков, 46), Мосиян (Гарибян, 71), Полковников (Белов, 72), Родионов, Валеев, Кормушин (Шишнин, 64), Малыхин, Слободян, Раджабов, Камлашев (Гаврилов, 46), Ахмаев Сокол: Федоров, Молодцов, Озманов (Кузнецов, 54), Котин, Ратников, Рябокобыленко, Горулев, Козловский, Перченок, Анисимов (Визнович, 80), Соловьев (Бурыкин, 63) |                                                      |           |                                                  |                                      |

| 2 апреля 2023 23-й тур | Динамо (Брянск) | 2:1    | Сокол |                |
| 3:00 PM                |                 | [ 61 ] |       | Зрителей: 2030 |

| 8 апреля 2023 24-й тур | Сокол                                    | 1:3 (1:1) | Металлург (Липецк)                                                          | Саратов                            |
| 2:00 PM | Анисимов, 17. Ежков, 37 (1:1)Федоров, 57 | [ 62 ]    | Глебов, 4 (0:1), 60 (1:2), 78 (1:3) Поярков, 47. Григорьев, 50 Болдырев, 71 | Стадион: «Локомотив» Зрителей: 500 |
| Сокол: Крайков, Молодцов, Столяренко, Котин, Сухомлинов (Бурыкин, 81), Горулев, Козловский (Перченок, 67), Щербаков (Вебер, 77), Анисимов (Фасхутдинов, 77), Турсунов (Визнович, 81), Ежков Металлург (Липецк): Матюша, Елеев, Смирных, Войдель, Белов, Алексеев, Поярков (Баязов, 88), Иванников, Глебов (Ахвледиани, 88), Гайдуков (Болдырев, 70), Григорьев (Заботкин, 64) |                                          |           |                                                                             |                                    |

| 15 апреля 2023 25-й тур | Авангард (Курск) | 0:1 (0:1) | Сокол                                                                     | Курск                                      |
| 2:00 PM | Удален: Донцов, 3 (лишение соперника явной возможности забить гол.) Игнатенко, 26. Мингазов, 44. Имуллин, 60. Набатов, 69. Войнов, 75. | [ 63 ]    | Турсунов, 42 (незаб) Турсунов, гол 42 Бурыкин, 58.Ежков, 66.Перченок, 90+ | Стадион: «Трудовые резервы» Зрителей: 1470 |
| Авангард (Курск): Скоробогатько, Пономарев, Войнов, Донцов, Ковалев (Бобрышов, 66), Мингазов, Гершун (Тарасов, 73), Агеев (Набатов, 46), Имуллин, Игнатенко (Савин, 46), Земсков (Барбашов, 66) Сокол: Федоров, Молодцов, Столяренко, Котин, Перченок, Горулев (Сухомлинов, 88), Рябокобыленко, Козловский (Фасхутдинов, 83), Анисимов (Бурыкин, 56), Турсунов (Щербаков, 88), Ежков (Вебер, 83) | |           |                                                                           |                                            |

| 22 апреля 2023 26-й тур | Сокол                        | 1:0 (1:0) | Родина-2                  | Саратов                            |
| 1:00 PM | Турсунов, гол 2 Ратников, 48 | [ 64 ]    | Захаров, 49. Чернышев, 50 | Стадион: «Локомотив» Зрителей: 500 |
| Сокол: Федоров, Молодцов (Бурыкин, 75), Столяренко, Котин (Ратников, 46), Перченок, Горулев (Щербаков, 75), Рябокобыленко, Козловский (Фасхутдинов, 80), Анисимов (Маньков, 46), Турсунов, Ежков Родина-2: Сангаре, Байтуков, Захаров, Тананеев, Чернышев, Трапицын (Еременко, 80), Петухов, Ларионов (Гаганин, 88), Голдобин, Данилин (Тихонов, 80), Морозов |                              |           |                           |                                    |

| 28 апреля 2023 27-й тур | Рязань    | 0:1 (0:0) | Сокол                                                                 | Коломна                      |
| 12:00 PM | Пурак, 79 | [ 65 ]    | Турсунов, 50. Анисимов, 57. Перченок, 72 Горулев, гол 90 Бурыкин, 90+ | Стадион: «Труд» Зрителей: 50 |
| Рязань: Балаганский, Петрухин (Еременко, 80), Волчков, Анд.Щербаков, Рубчинский, Барков, Супагин (Каяшов, 90), Бамматгереев (Евлоев, 79), Аксенов (Копылов, 71), Семин, Пурак (Погребнев, 90) Сокол: Федоров, Молодцов (Ратников, 49), Маньков, Котин, Перченок, Рябокобыленко, Горулев, Козловский (Бурыкин, 75), Анисимов (Ал-р Щербаков, 59), Турсунов (Фасхутдинов, 75), Ежков (Вебер, 75) |           |           |                                                                       |                              |

| 5 мая 2023 28-й тур | Сокол | 1:2    | Сахалинец |               |
| 2:00 PM             |       | [ 66 ] |           | Зрителей: 500 |

| 10 мая 2023 29-й тур | Металлург (Липецк) | 2:0    | Сокол |               |
| 5:00 PM              |                    | [ 61 ] |       | Зрителей: 520 |

| 15 мая 2023 30-й тур | Сокол                                                                | 1:1 (0:1) | Авангард (Курск)                                                                         | Саратов                            |
| 3:00 PM | Вебер, 81 Перченок, 81 Фасхутдинов, 85 (1:1) Козловский, 90+ (незаб) | [ 67 ]    | Ковалев, 11 (0:1) Максумов, 45 Донцов, 81 Савин, 90 Донцов, 90+ (вторая желтая карточка) | Стадион: «Локомотив» Зрителей: 500 |
| Сокол: Крайков, Перченок, Столяренко, Котин, Сухомлинов, Горулев (Вебер, 70), Щербаков (Маньков, 78), Бурыкин (Визнович, 57), Анисимов (Ежков, 46), Козловский, Турсунов (Фасхутдинов, 46) Авангард (Курск): Скоробогатько, Ковалев, Донцов, Войнов, Пономарев (Бобрышов, 76), Имуллин, Агеев, Максумов (Барбашов, 64), Савин, Игнатенко (Гершун, 76), Земсков |                                                                      |           |                                                                                          |                                    |

| 22 мая 2023 31-й тур | Родина-2 | 1:2    | Сокол |              |
| 1:00 PM              |          | [ 61 ] |       | Зрителей: 67 |

| 28 мая 2023 32-й тур | Сокол | 2:0    | Рязань |               |
| 1:00 PM              |       | [ 61 ] |        | Зрителей: 500 |

| 4 июня 2023 33-й тур | Сахалинец     | 0:3 (0:2) | Сокол                                 | Москва                                                 |
| 1:00 PM | Васиченко, 85 | [ 68 ]    | Перченок, 23. Молодцов, 40. Ежков, 55 | Стадион: «Спартак» (футбольное поле № 4) Зрителей: 200 |
| Сахалинец: Сорокин, Разин (Гайнуллин, 46), Антонов, Чижиков, Палажнов, И.Дроздов (Марченко, 72), Н.Дроздов, Радостев (Евгеньев, 61), Слободчиков, Агекян (Рубцов, 61), Барабошкин (Васиченко, 61) Сокол: Федоров, Молодцов, Маньков, Столяренко (Котин, 59), Ратников, Анисимов, Рябокобыленко (Вебер, 79), Перченок (Бурыкин, 74), Турсунов (Козловский, 59), Ежков, Фасхутдинов (Визнович, 74) |               |           |                                       |                                                        |

| 10 июня 2023 34-й тур | Сокол | 1:2    | Динамо (Брянск) |               |
| 3:30 PM               |       | [ 61 ] |                 | Зрителей: 500 |

## Кубок России
| 31 августа 2022 1/128 финала | Зенит (Пенза) | по пен. 5:4 | Сокол |               |
| 3:00 PM                      |               | [ 61 ]      |       | Зрителей: 210 |